# Wembley (Alberta)
Wembley es un pueblo canadiense situado en la provincia de Alberta.

## Superficie
Wembley tiene una superficie de 4,74 km².

## Demografía
En 2021, tenía 1432 habitantes, una densidad poblacional de 302,1 hab./km², y 616 viviendas.